# Henry Arundell (8e baron Arundell de Wardour)
Pour les articles homonymes, voir Henry Arundell et Arundell.
Henry Arundell, 8e baron Arundell de Wardour (31 mars 1740 - 4 décembre 1808) est un noble britannique du XVIIIe siècle.

## Biographie
Il épouse Mary Christina Conquest, la fille de Benedict Conquest d'Irnham Hall et de Mary Ursula Markham, le 31 mai 1763. Ils ont deux filles : Mary Christina (1764-1805), qui épouse James Everard Arundell, 9e baron Arundell de Wardour, et Eleanor Mary (1766-1835), qui épouse Charles Clifford, 6e baron Clifford of Chudleigh .
Collectionneur passionné d'art, il accumule d'immenses dettes dans la construction et l'ameublement du château de Wardour, dans le Wiltshire, conçu dans le style palladien par Giacomo Quarenghi. Un portrait est peint de lui par Joshua Reynolds. Après sa mort, ses fiduciaires sont contraints de vendre une partie de ses terres dans le Dorset.